# Victor Manuel Maldonado Barreno
Victor Manuel Maldonado Barreno (ur. 14 lutego 1927 w Alausi, zm. 17 sierpnia 2025) – ekwadorski duchowny rzymskokatolicki, w latach 1990-2003 biskup pomocniczy Guayaquil.

## Życiorys
Święcenia kapłańskie przyjął 29 czerwca 1953. 2 lutego 1990 został mianowany biskupem pomocniczym Guayaquil ze stolicą tytularną Ceramussa. Sakrę biskupią otrzymał 3 marca 1990. 4 października 2003 przeszedł na emeryturę.